# Хохлатые коршуны
Хохлатые коршуны (лат. Aviceda) — род хищных птиц семейства ястребиных.

## Описание
Хохлатые коршуны — это коршуны малого и среднего размера. Характерной особенностью является длинный выступающий хохол на затылке. Оперение взрослых птиц снизу имеет поперечные полосы, в то время как у молодых птиц вертикальные прожилки. По бокам и по хвосту взрослых хохлатых коршунов проходит одна или несколько поперечных полос. Примитивные черты оперения хохлатых коршунов с западной и восточной части ареала сохраняются: оперение африканской базы (Aviceda cuculoides) очень похоже на оперение хохлатой базы (Aviceda subcristata), обитающей в Австралии. В издании, посвящённом птицам Новой Гвинеи, указывается на широкие крылья округлой формы, в то время как в издании о птицах Африки крылья описаны как вытянутые и немного заострённые.
Для хохлатых коршунов, как и представителей родов Pernis, Leptodon, Chondrohierax, Henicopernis, Elanoides, характерно отсутствие надглазничных валиков. Основу рациона хохлатого коршуна составляют насекомые, а также их личинки. Чтобы разбивать хитиновый покров насекомых на надклювье хохлатого коршуна имеется две пары предвершинных зубцов.
У хохлатых коршунов короткие крепкие ноги, у которых длина цевки меньше длины среднего пальца.

## Распространение
Хохлатые коршуны распространены в тропических районах Африки, Азии и Австралии (север и северо-восток), на Мадагаскаре, в Новой Гвинее, на Соломоновых островах и многих других.

## Систематика
Род был описан Уильямом Свенсоном в 1836 году.
В 1931 году Питерс выделил подсемейство Perninae, в которое включил Pernis, Aviceda, Leptodon, Chondrohierax, Henicopernis, Elanoides. Такая группировка используется в работе Евгения Александровича Коблика 2001 года и исследованиях Хезер Лернер (Heather R.L. Lerner) и Дэвида Минделла (David P. Mindell) 2005 года. Предполагается, что более хищные птицы эволюционировали из менее хищных, а значит Perninae с наименее выраженными хищными наклонностями является одной из самых примитивных групп в составе семейства Accipitridae.
Майкл Винк (Michael Wink) и Хеди Соер-Гурт (Hedi Sauer-Gürth) в 2004 году на основе анализа нуклеотидных последовательностей гена цитохром-b построили филогенетическое дерево Pandionidae и базальных таксонов Accipitridae и предположили, что род Aviceda вместе с родами Gypaetus и Neophron формируют группу у основания Accipitridae. Учёные рассматривали хохлатую базу (Aviceda subcristata) и особо отметили существенные морфологические отличия родов Aviceda, Gypaetus, Neophron. Они полагают, что для определения систематического положения таксонов, традиционно относящихся к коршунам, необходим более подробный анализ. Вместе с тем, Гамауф (A. Gamauf) и Харинг (E. Haring) в исследованиях 2004 года предположили, что роды Pernis и Aviceda являются сестринскими, а остальные базальные таксоны отстоят от них.
Международный союз орнитологов относит к роду пять видов:
| Современные виды                       | Современные виды    | Современные виды | Современные виды                                                       | Современные виды                                                                                                   |
| Научное название                       | Русское название    | Изображение      | Описание                                                               | Распространение |
| -------------------------------------- | ------------------- | ---------------- | ---------------------------------------------------------------------- | --- |
| Aviceda cuculoides Swainson, 1837      | Африканская база    |                  | Общая длина — 38—43 см, масса — 220—296 г, размах крыльев — 85—95 см.  | Обитает в западных, центральных, юго-восточных и южных районах Африки; выделяют три подвида.                       |
| Aviceda jerdoni (Blyth, 1842)          | Азиатская база      |                  | Общая длина — 41—48 см, масса — 353 г, размах крыльев — 80—100 см.     | Обитает на юге Азии, на островах Суматра, Шри-Ланка, Борнео, Сулавеси, Филиппины и других; выделяют пять подвидов. |
| Aviceda leuphotes (Dumont, 1820)       | Чёрная база         |                  | Общая длина — 28—35 см, масса — 168—224, размах крыльев — 64—80 см.    | Обитает на юге Азии, на острове Таиланд, Андамановых островах; выделяют три или четыре подвида.                    |
| Aviceda madagascariensis (Smith, 1834) | Мадагаскарская база |                  | Общая длина — 40—45 см, размах крыльев — 90—100 см.                    | Обитает на острове Мадагаскар.                                                                                     |
| Aviceda subcristata (Gould, 1838)      | Хохлатая база       |                  | Общая длина — 35—46 см, масса — 259—448 г, размах крыльев — 80—105 см. | Обитает в Австралии, Новой Гвинее, на Молуккских, Малых Зондских, Соломоновых островах; выделяют 13 подвидов.      |